# Associazione Calcio Giacomense
L'Associazione Calcio Giacomense, meglio nota come Giacomense, è stata una società calcistica italiana con sede a Masi San Giacomo, frazione di Masi Torello, in provincia di Ferrara.
Fondata nel 1967 la Giacomense ha disputato cinque campionati di Lega Pro Seconda Divisione, quarto livello calcistico italiano.
La storia della squadra terminò nel 2013, quando la dirigenza procedette alla fusione fra il sodalizio grigiorosso e la SPAL della confinante città di Ferrara, in modo da riportare il capoluogo nel calcio professionistico ai sensi dell'articolo 20 delle Norme Organizzative Interne Federali della FIGC.
I colori sociali erano il grigio e il rosso. Disputava le partite di casa allo stadio Savino Bellini.

## Storia
La società viene fondata nel 1967: il primo presidente è Tino Droghetti. Nel 1989 la ragione sociale muta in Associazione Sportiva Giacomense.
La Giacomense è la prima squadra a incontrare i Campioni del Cervia di Ciccio Graziani, nel campionato di Eccellenza 2004-2005.
Dopo alcuni decenni nei campionati dilettantistici provinciali e regionali, nel 2006 la squadra ottiene la promozione in Serie D. Al primo campionato in categoria la società conquista un posto nei play-off, venendo eliminata al primo turno dal Castellarano. Il 20 aprile 2008 conquista la sua prima storica promozione in un torneo professionistico, vincendo il campionato e accedendo quindi alla Lega Pro Seconda Divisione.
Il 17 maggio 2009 la Giacomense conclude la sua prima stagione professionistica con il settimo posto in Seconda Divisione. Nei campionati 2009-2010 e 2010-2011 ottiene altre due salvezze: nel primo caso ai play-out contro la Colligiana, dopo aver concluso il campionato al quattordicesimo posto; l'anno seguente bissa il miglior risultato della propria storia giungendo al settimo posto, come nella stagione di esordio. Il campionato 2011-2012 viene chiuso al quattordicesimo posto, con il conseguimento di una nuova salvezza, obiettivo raggiunto anche con l'undicesimo posto nel campionato successivo.
Nel luglio 2013 la famiglia Colombarini, proprietaria del club grigiorosso, rileva la SPAL trasferendo struttura societaria, tecnici e giocatori della Giacomense nella storica società ferrarese: la fusione permette alla SPAL di tornare nei campionati professionisti dopo una stagione nei dilettanti.

## Colori e simboli

### Colori
In origine i colori della Giacomense erano il bianco e il nero. Successivamente le tinte divennero il bianco e il rosso ed infine il grigio e il rosso.

### Simboli ufficiali

#### Stemma
Lo stemma della squadra era una G grigia e rossa.

#### Mascotte
La mascotte ufficiale era Lupo Giacomino, un lupo antropomorfo che vestiva la divisa della squadra.

## Strutture

### Stadio
Prima della promozione al campionato di Lega Pro Seconda Divisione la squadra ha giocato le proprie partite casalinghe nello stadio Benito Villani di Masi Torello.
Per tutto il campionato 2008-2009 e fino al mese di dicembre del campionato 2009-2010, le gare interne della Giacomense sono state disputate allo stadio Paolo Mazza di Ferrara.
A partire dal mese di gennaio del campionato 2009-2010, la Giacomense disputa le partite casalinghe allo stadio Savino Bellini di Portomaggiore.

## Società

### Sponsor
| Cronologia degli sponsor tecnici - 1978-2006 ... - 2006-2008 Legea - 2008-2012 Macron - 2012-2013 Erreà | Cronologia degli sponsor ufficiali - 1981-1990 ... - 1990-2013 Vetroresina |

## Allenatori e presidenti
- 1967-1990  ...
- 1990-1991  Max Malagolini
- 1991-1997  ...
- 1997-1998  Mario Stecchi
- 1998-2002  ...
- 2001-2002  Paolo Innocenti
- 2002-2003  ...
- 2003-2004  Eugenio Benuzzi
- 2004-2006  ...
- 2006-2007  Lorenzo Miggiano
- 2007-2008  Eugenio Benuzzi
- 2008-2009  Eugenio Benuzzi
 Leonardo Rossi
- 2009-2012  Massimo Gadda
- 2012-2013  Fabio Gallo
 Leonardo Rossi

- 1967-?  Tino Droghetti
- 1989-1990  Emanuele Ardizzoni
- 1990-2013  Walter Mattioli

## Palmarès

### Competizioni interregionali
- Serie D: 1

2007-2008 (girone D)

### Competizioni regionali
- Eccellenza: 1

2005-2006 (girone B)
- Promozione: 1

2003-2004 (girone C)
- Prima Categoria: 1

1997-1998
- Seconda Categoria: 1

1991-1992
- Coppa Italia Dilettanti Emilia-Romagna: 1

2004-2005

### Competizioni provinciali
- Terza Categoria: 1

1990-1991

### Altri piazzamenti
- Promozione:

Secondo posto: 2001-2002 (girone C)

## Statistiche e record

### Partecipazione ai campionati
| Livello | Categoria                  | Partecipazioni | Debutto   | Ultima stagione | Totale |
| ------- | -------------------------- | -------------- | --------- | --------------- | ------ |
| 4º      | Lega Pro Seconda Divisione | 5              | 2008-2009 | 2012-2013       | 5      |
| 5º      | Serie D                    | 2              | 2006-2007 | 2007-2008       | 2      |